# Amigdhalítsa
Amigdhalítsa (Amygdalitsa) är en ort i Grekland.   Den ligger i prefekturen Nomós Argolídos och regionen Peloponnesos, i den södra delen av landet, 80 km väster om huvudstaden Aten. Amigdhalítsa ligger 138 meter över havet och antalet invånare är 160.
Terrängen runt Amigdhalítsa är huvudsakligen kuperad, men åt sydväst är den platt. Runt Amigdhalítsa är det ganska glesbefolkat, med 34 invånare per kvadratkilometer. Närmaste större samhälle är Argos, 10,3 km sydväst om Amigdhalítsa. Trakten runt Amigdhalítsa består i huvudsak av gräsmarker.